# Alfa Romeo 2000
Alfa Romeo 2000 byl automobil střední třídy, který v letech 1957 až 1969 vyráběla italská automobilka Alfa Romeo. Nahradila typ 1900 a vystřídal jí typ 2600. Celkem bylo vyrobeno 2 893 kusů. Vyráběla se jako sedan, kupé a spider.

## Popis
Poháněl jí motor o objemu 2 litry a výkonu 79,4 kW. Motor byl osazen dvěma karburátory. Rychlost byla 161 km/h.

## Rozměry
- Rozvor – 2720 mm (sedan) a 2500 mm (kupé)
- Délka – 4710 a 4496 mm
- Šířka – 1700 a 1650 mm
- Výška – 1430 a 1320 mm
- Váha – 1178 a 1337 kg